# Mihkel Aksalu
Mihkel Aksalu (Kuressaare, 7 de novembro de 1984) é um futebolista estoniano que atua como goleiro. Atualmente defende o Paide LM.

## Carreira
Revelado pelo Kuressaare, Aksalu defendeu também Muhumaa, Sörve JK e  HÜJK Emmaste (todos por empréstimo) antes de assinar com o Flora Tallinn. Durante seu vínculo com os alviverdes, foi emprestado para Tervis Pärnu e Lelle, além de jogar pelo time B.
Em 2010, foi contratado pelo Sheffield United, sendo classificado pelo técnico Kevin Blackwell como "o melhor goleiro que passou por testes" nos Blades e que tinha potencial para ser o novo goleiro titular da Seleção Estoniana. Em outubro do mesmo ano, foi emprestado ao Mansfield Town, atuando em 2 partidas. Reintegrado ao elenco do Sheffield em dezembro, não entrou em campo nenhuma vez pelo clube, que o dispensou em janeiro de 2012. De volta ao Flora Tallinn em abril, disputou 9 jogos pelo time principal e um pela equipe B.
Sua melhor fase foi no futebol da Finlândia, onde atuou pelo SJK durante 7 temporadas. Com a camisa da equipe de Seinäjoki, atuou em 222 jogos oficiais.
Após ficar sem clube em 2020, o goleiro retomou a carreira no ano seguinte, defendendo o Paide LM.

## Seleção Estoniana

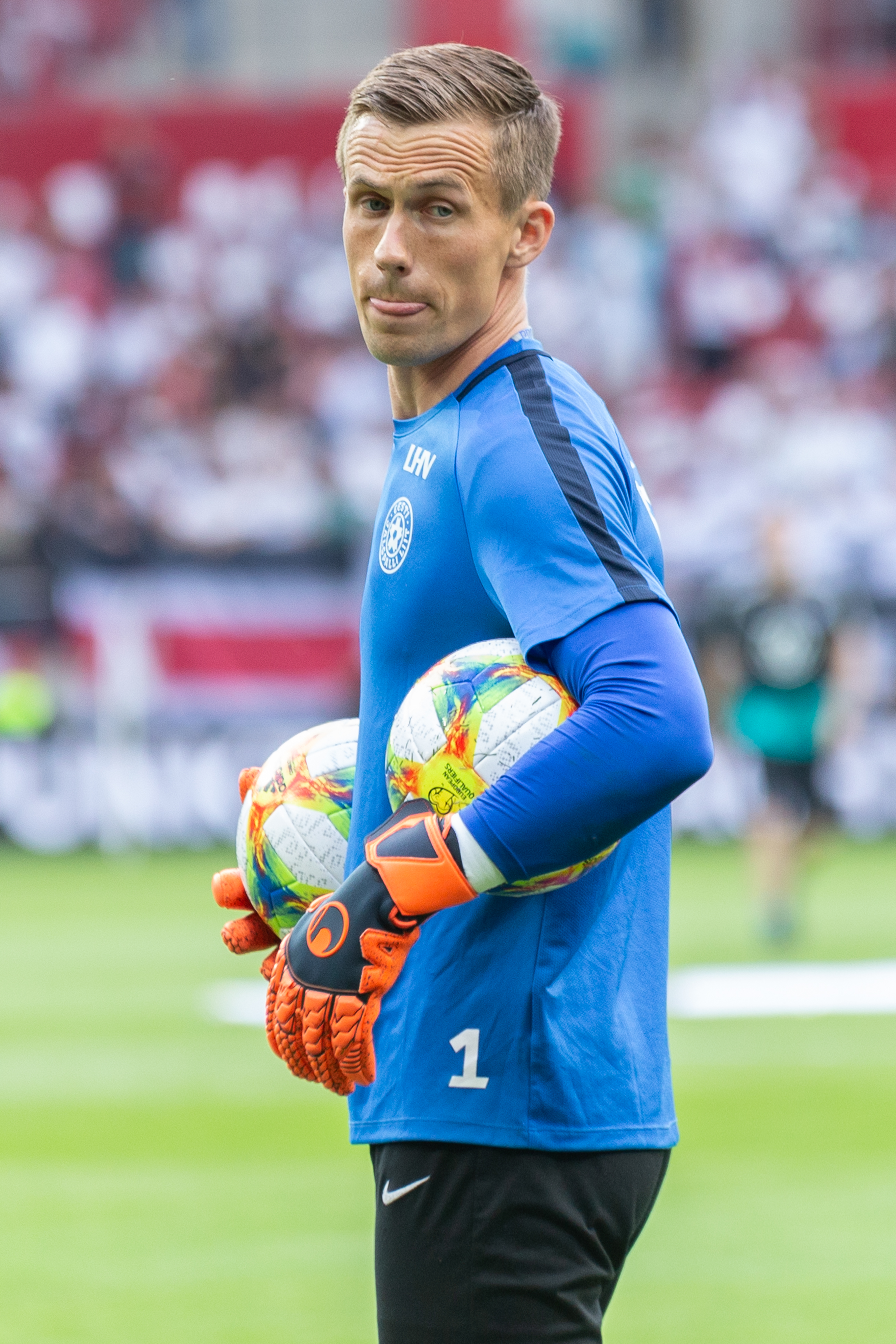
Aksalu durante um treino da Seleção Estoniana, em 2019.

Tendo defendido as seleções de base da Estônia entre 1999 e 2007, Aksalu estreou pela equipe principal em outubro deste último ano, contra Montenegro. Desde então, foram 46 partidas disputadas com a camisa dos Sinisärgid.

## Títulos
Flora Tallinn
- Copa da Estônia: 2007–08, 2008–09
- Supercopa da Estónia: 2009

SJK
- Veikkausliiga: 2015
- Ykkönen: 2013
- Copa da Finlândia: 2016[11]
- Copa da Liga Finlandesa: 2014

### Individuais
- Melhor goleiro da Liga Báltica: 2007
- Melhor goleiro da Veikkausliiga: 2015
- Jogador do ano do SJK: 2015